# Espagne aux Jeux olympiques d'été de 1952
L’Espagne participe aux Jeux olympiques d'été pour la sixième fois, à l’occasion des Jeux olympiques d'été de 1952 qui se déroulent  à Helsinki. Elle est représentée par une délégation relativement modeste numériquement de vingt-sept athlètes ne comprenant aucune femme (65 représentants aux jeux de 1948). Les sportifs espagnols ne conquièrent qu’une médaille d’argent en tir et se range en 34e position dans le tableau des médailles final.

## Les médaillés
| Médaille          | Nom                  | Sport | Épreuve         |
| ----------------- | -------------------- | ----- | --------------- |
| Médaille d'argent | Ángel León de Gozalo | Tir   | Pistolet à 50 m |

## Sources
- (fr) Bilan sportif complet de 1952 sur le site du Comité international olympique
- (en) Bilan complet de l’Espagne sur le site olympedia.org